# Art afghan

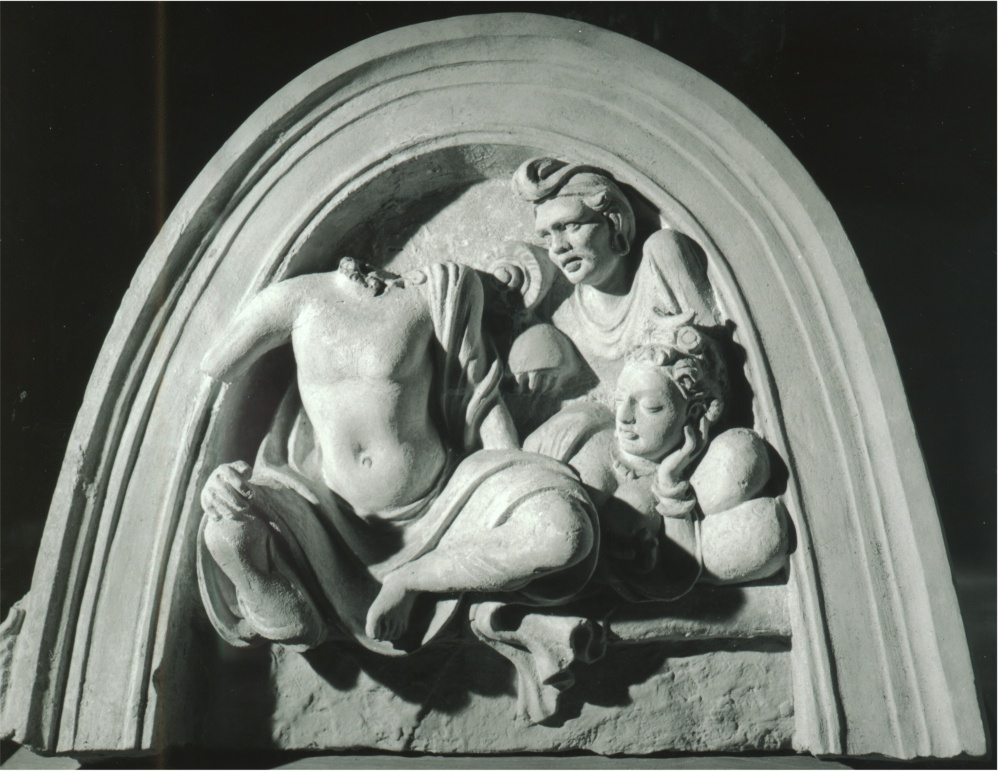
Le Bodhisattva et Chandika, Hadda, Ve siècle.

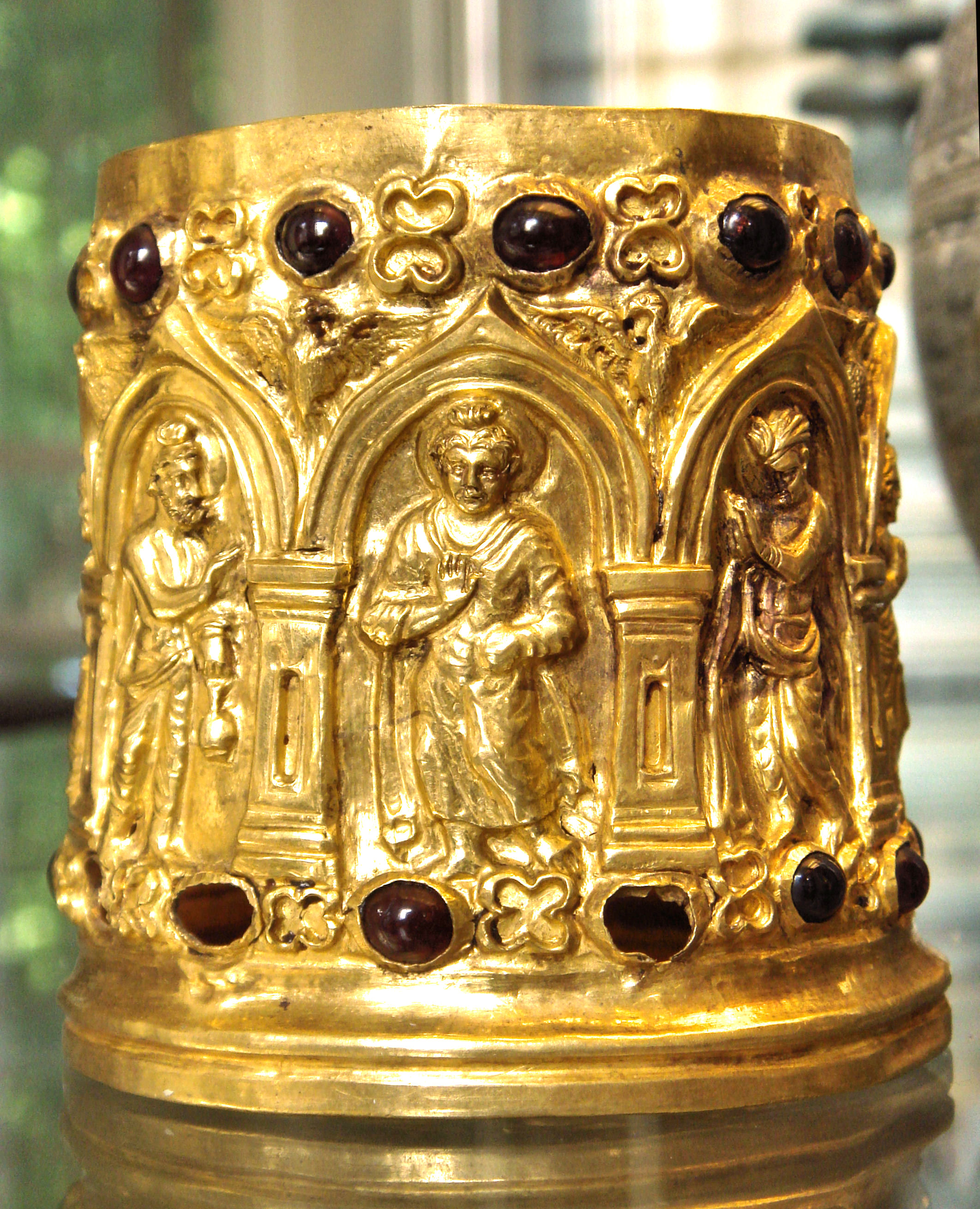
Le du Ier siècle, un reliquaire en or, avec Bouddha, Brahma (à gauche) et Śakra (à droite)

L'art afghan a traversé de nombreux siècles. Contrairement à son indépendance et à son isolement au cours des derniers siècles, l'Afghanistan antique et médiéval a longtemps fait partie de grands empires, qui comprenaient la plupart du temps des parties du Pakistan et du nord de l'Inde modernes, ainsi que l'Iran. Les villes afghanes figuraient parfois parmi les capitales ou les villes principales de ces empires, comme c'était le cas pour l'Empire kouchan et, plus tard, l'Empire moghol. En outre, certains itinéraires de la route de la soie à destination et en provenance de la Chine passent par l'Afghanistan, apportant des influences de l'Orient et de l'Occident.
L'une des périodes les plus significatives est celle de l'art gandharien, qui s'est développée entre le Ier et le VIIe siècle à partir de l'art gréco-bouddhique. Avec l'arrivée de l'islam, l'Afghanistan a ensuite fait partie pendant de longues périodes des États persans (en), et son art a souvent constitué une part importante de l'art persan et de l'art islamique en général.
Depuis les années 1900, la nation a commencé à utiliser les techniques occidentales dans l'art. À l'origine, l'art afghan, dans de nombreux médias, était presque entièrement réalisé par des hommes, même si les femmes étaient très impliquées dans d'autres médias, mais depuis peu, les femmes intègrent les programmes artistiques de l'université de Kaboul. L'art est largement concentré au Musée national afghan de Kaboul, à la Galerie nationale d'Afghanistan et aux Archives nationales d'Afghanistan à Kaboul. Il existe un certain nombre d'écoles d'art dans le pays. Le Center for Contemporary Arts Afghanistan (CCAA) de Kaboul offre aux jeunes la possibilité d'apprendre la peinture contemporaine.
Au cours des dernières décennies, la guerre et l'iconoclasme (en) délibéré ont entraîné une grande destruction du patrimoine artistique de l'Afghanistan.

## Métallurgie
Une collection de plus de 20 600 ornements en or, dont certains remontent à l'âge du bronze, a été découverte en Afghanistan à la fin des années 1970. Connus sous le nom de « trésor de Bactriane », ces pièces de monnaie, colliers et autres bijoux ont été trouvés dans des tombes à Chéberghân, dans la province de Jowzjan. Ils ont été exposés dans des musées aux États-Unis et en Europe. Le Trésor de l'Oxus, avec des objets datant probablement d'environ 400-200 avant J.-C., a été découvert juste de l'autre côté de la frontière avec l'Afghanistan, sur la rive opposée du fleuve Oxus.

## Art gréco-bouddhique

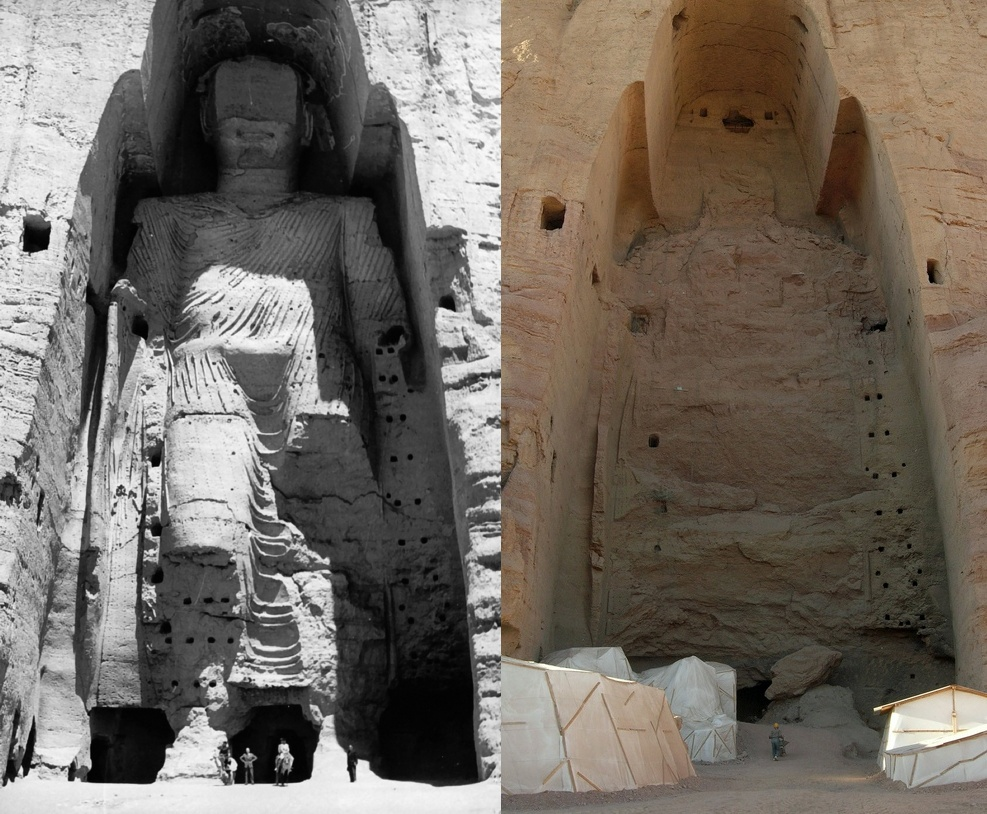
Le plus grand des bouddhas de Bâmiyân, en 1963 puis en 2008, après sa destruction par les Talibans.

L'Afghanistan, territoire central du royaume gréco-bactrien (vers 250-125 avant J.-C.), a été un centre clé de l'art gréco-bouddhique du IVe siècle av. J.-C. jusqu'aux environs du VIIe siècle de notre ère, où il a cessé après la conquête islamique (en). De nombreuses œuvres d'art ont été découvertes sur le site archéologique de Hadda. Les bouddhas de Bâmiyân, datant du VIe siècle, sont un exemple bien connu de l'art du Gandhara de cette période. Ils ont été détruits par les Talibans en 2001.
Le coffret de Bimaran (en) du Ier siècle (aujourd'hui au British Museum) est un coffret bouddhique en or pour les reliques, un exemple de l'art Kushan, tout comme les ivoires de Begram (en), pour la plupart des survivances séculaires d'une réserve de palais balayée par un incendie au IIe siècle. Ils font partie du Trésor de Begrâm et les ivoires sont des montures de meubles et de pièces similaires, témoignant d'un style de vie palatial très raffiné et luxueux. Beaucoup d'entre eux peuvent avoir été fabriqués au Gandhara, ainsi qu'en Inde. Le trésor contient de nombreux articles importés, notamment du verre émaillé romain.

## Art islamique

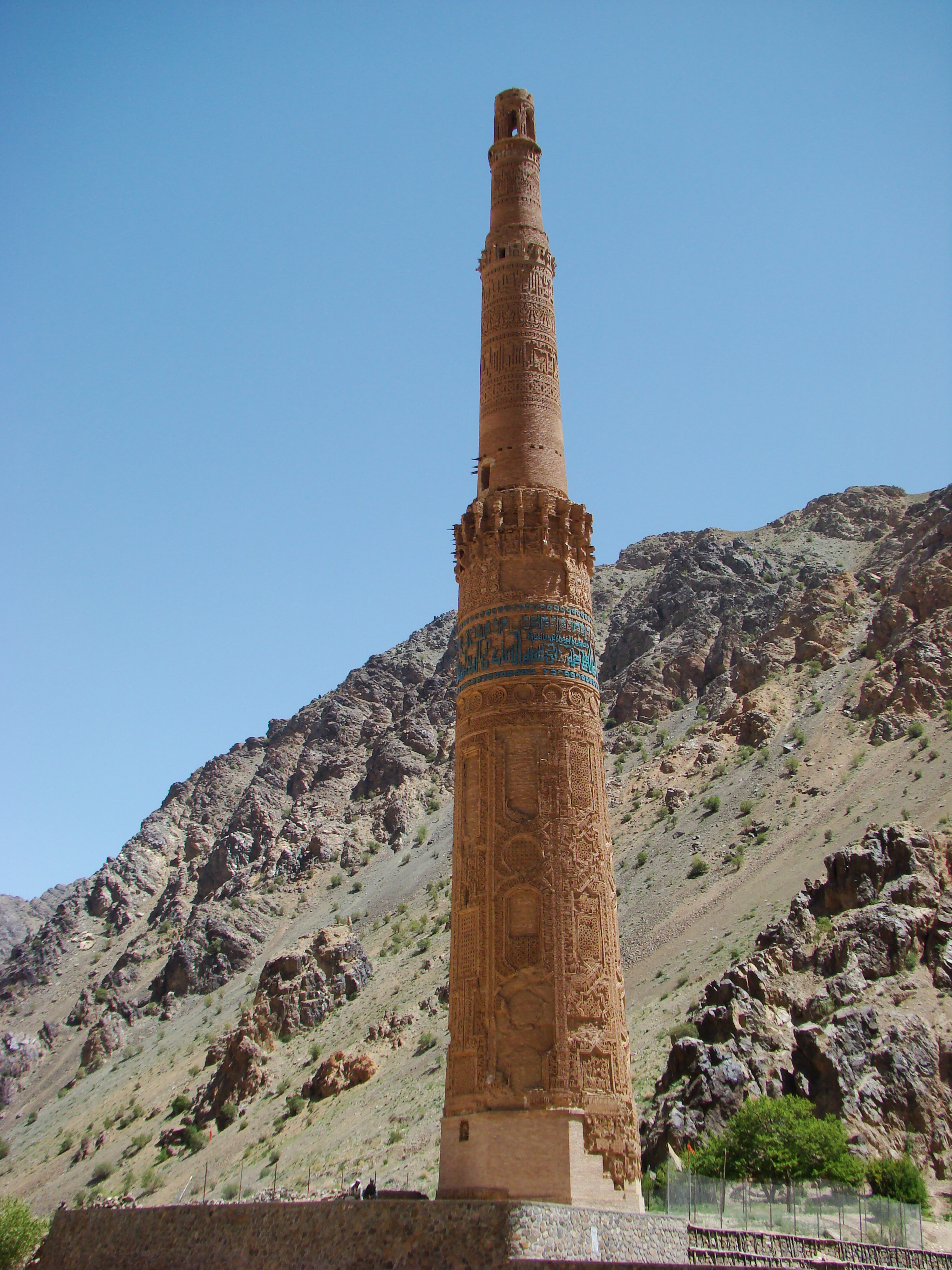
Le minaret de Djâm (vers 1190).

Après les Conquêtes musulmanes de l'Afghanistan (en), un processus lent achevé pour l'essentiel depuis l'ouest au VIIe siècle, l'art afghan a radicalement changé par rapport aux œuvres gréco-bouddhistes précédentes, en raison de l'adoption de l'islam. Les matériaux locaux afghans, comme le lapis-lazuli, ont été adaptés pour être utilisés dans l'art islamique. Les minarets de Ghazni (en) (XIIe siècle) et le minaret de Djâm (vers 1190) sont des exemples de travaux de briques et de tuiles sur de hauts minarets ou « tours de la victoire ». Les mosquées construites en Afghanistan et dans le monde arabe présentent des styles de carrelage élaborés. Nombre de ces styles ont été influencés par la céramique chinoise. L'Afghanistan a servi d'intermédiaire pour l'introduction de ces styles et techniques de céramique chinoise en raison de son emplacement stratégique sur la route de la soie.

## Art performatique traditionnel
Le buz-baz (en) est une forme de théâtre de marionnettes musical que l'on trouve en Afghanistan. Le marionnettiste manipule une marionnette markhor tout en jouant simultanément d'une dombra.

## Beaux-arts et art contemporain

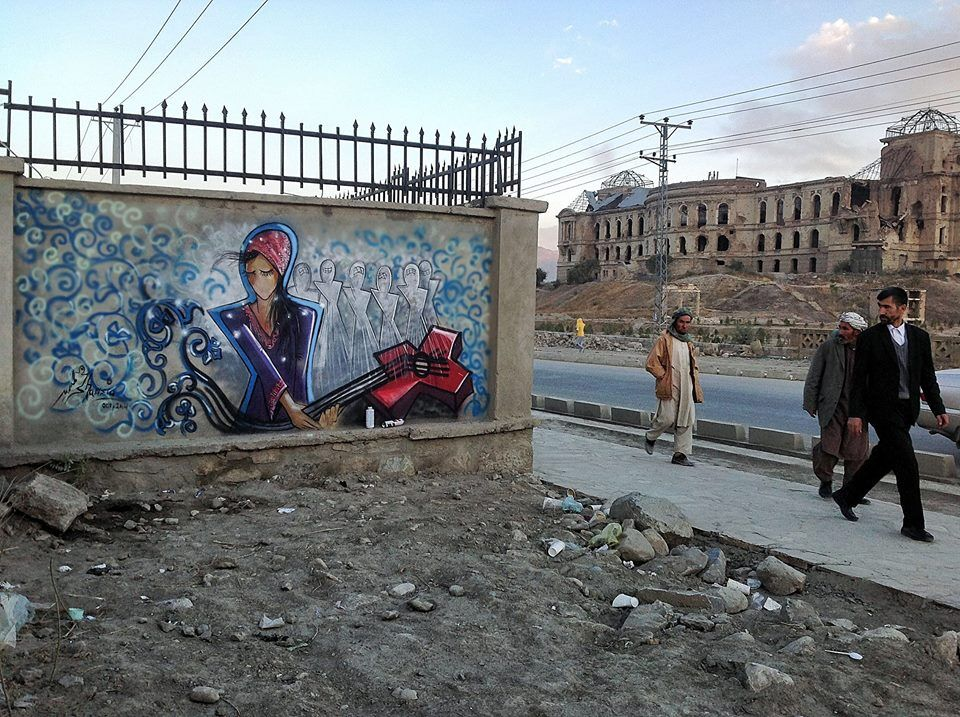
Graffiti de Shamsia Hassani au palais Darul Aman, à Kaboul.

À l'époque des Talibans, les beaux-arts afghans étaient protégés par les maîtres de l'école d'art de Senai. Les professeurs cachaient souvent les peintures « non islamiques » aux talibans lorsqu'ils leur rendaient visite et les inspectaient. D'autres artistes utilisaient de l'aquarelle sur les peintures à l'huile pour dissimuler les visages et les images non approuvés par les talibans. Depuis 2002 et le début de la Guerre d'Afghanistan (2001-2021), l'art contemporain a connu une résurgence en Afghanistan et les maîtres peintres afghans ont pu organiser beaucoup plus d'expositions en Asie centrale et en Europe. Leurs peintures à l'huile et à l'eau sont souvent de style réaliste, car c'est ce que préfèrent la plupart des Afghans.
Depuis 2009, l'Afghanistan bénéficie d'un financement international pour les arts en provenance des États-Unis et de l'Europe. En 2012, l'artiste Aman Mojadidi (en), basé à Kaboul, a organisé l'exposition documenta 2012 à Kaboul, qui présentait 12 artistes afghans contemporains dont le travail comprend la photographie numérique, les textiles, la peinture abstraite, la réalisation de films et les techniques mixtes.
ArtLords est un groupe d'environ 45 artistes afghans qui ont peint des peintures murales dans 19 provinces d'Afghanistan, depuis 2014. En 2019, ils avaient peint plus de 2000 peintures murales, d'une taille allant de 3 × 5 m à 6 × 18 m,,.
Depuis l'offensive des talibans de 2021 et leur nouvelle mainmise sur le pays, les artistes sont à nouveau censurés.